# Before I Turn
Before I Turn is een Amerikaanse deathcoreband afkomstig uit Simsbury, Connecticut.

## Biografie
De band werd opgericht in 2015 en bracht datzelfde jaar nog haar debuut EP Imposter uit. Bij een grote tour dat jaar van onder meer Asking Alexandria, Blessthefall, Chelsea Grin en Upon a Burning Body mocht de band aantreden in het voorprogramma. Een jaar later volgde dan hun zelfstandig uitgebracht debuutalbum The Virus.
Waar op de eerste twee albums nog een duidelijk deathcore geluid te horen is, zijn op het tweede, eveneens zelfstandig uitgebrachte, Claustrophobic meerdere metalcore invloeden te horen. Ter promotie van dit album was de band onder andere te zien in het Worcester Palladium, als voorprogramma voor After the Burial en The Acacia Strain.
Voor haar derde, begin 2020 uitgebrachte, album Lovelorn: Moon, blijft de band trouw aan het geluid van eerdere albums, wat inhoudt dat heftige scream stukken worden afgewisseld door heldere vocalen. Op het album is ook een feature opgenomen van Shawn Mike, de zanger van Alesana.

## Bezetting[5]
- Alex Anglis : vocalen
- Chris Persaud : gitaar
- Jake Glenn : gitaar
- Julian Bennet : bas
- Brenden King : drums

## Discografie
Studioalbums
- 2016 - The Virus
- 2018 - Claustrophopbic
- 2020 - Lovelorn: Moon

Ep's
- 2015 - Imposter